# Доњи Вратари
Доњи Вратари је насеље у Србији у општини Александровац у Расинском округу. Према попису из 2022. има 220 становника (према попису из 2011. било је 253 становника).

## Демографија
У насељу Доњи Вратари живи 241 пунолетни становник, а просечна старост становништва износи 40,3 година (37,6 код мушкараца и 43,4 код жена). У насељу има 76 домаћинстава, а просечан број чланова по домаћинству је 3,91.
Ово насеље је скоро у потпуности насељено Србима (према попису из 2002. године), а у последњих пет пописа, примећен је пад у броју становника.
|  |

| Демографија | Демографија | Демографија |
| Година      | Становника  | Становника  |
| ----------- | ----------- | ----------- |
| 1948.       | 439         |             |
| 1953.       | 476         |             |
| 1961.       | 448         |             |
| 1971.       | 395         |             |
| 1981.       | 340         |             |
| 1991.       | 316         | 308         |
| 2002.       | 297         | 299         |
| 2011.       | 253         |             |
| 2022.       | 220         |             |

| Етнички састав према попису из 2002.‍ | Етнички састав према попису из 2002.‍ | Етнички састав према попису из 2002.‍ | Етнички састав према попису из 2002.‍ | Етнички састав према попису из 2002.‍ |
| ------------------------------------ | ------------------------------------ | ------------------------------------ | ------------------------------------ | ------------------------------------ |
|                                      |                                      |                                      |                                      |                                      |
| Срби                                 | Срби                                 |                                      | 296                                  | 99,66%                               |
| непознато                            | непознато                            |                                      | 1                                    | 0,33%                                |

| Година пописа     | 1948. | 1953. | 1961. | 1971. | 1981. | 1991. | 2002. |
| ----------------- | ----- | ----- | ----- | ----- | ----- | ----- | ----- |
| Број домаћинстава | 69    | 72    | 78    | 82    | 79    | 75    | 76    |

| Број чланова      | 1  | 2  | 3 | 4  | 5 | 6  | 7 | 8 | 9 | 10 и више | Просек |
| ----------------- | -- | -- | - | -- | - | -- | - | - | - | --------- | ------ |
| Број домаћинстава | 11 | 15 | 8 | 14 | 7 | 11 | 6 | 3 | 1 | 0         | 3,91   |

| Пол    | Укупно | Неожењен/Неудата | Ожењен/Удата | Удовац/Удовица | Разведен/Разведена | Непознато |
| ------ | ------ | ---------------- | ------------ | -------------- | ------------------ | --------- |
| Мушки  | 127    | 44               | 78           | 4              | 1                  | 0         |
| Женски | 123    | 22               | 78           | 22             | 1                  | 0         |
| УКУПНО | 250    | 66               | 156          | 26             | 2                  | 0         |

| Пол    | Укупно                    | Пољопривреда, лов и шумарство | Рибарство                            | Вађење руде и камена | Прерађивачка индустрија       |
| ------ | ------------------------- | ----------------------------- | ------------------------------------ | -------------------- | ----------------------------- |
| Мушки  | 78                        | 41                            | 0                                    | 0                    | 22                            |
| Женски | 22                        | 13                            | 0                                    | 0                    | 4                             |
| УКУПНО | 100                       | 54                            | 0                                    | 0                    | 26                            |
| Пол    | Производња и снабдевање   | Грађевинарство                | Трговина                             | Хотели и ресторани   | Саобраћај, складиштење и везе |
| Мушки  | 0                         | 10                            | 3                                    | 1                    | 0                             |
| Женски | 0                         | 0                             | 2                                    | 1                    | 0                             |
| УКУПНО | 0                         | 10                            | 5                                    | 2                    | 0                             |
| Пол    | Финансијско посредовање   | Некретнине                    | Државна управа и одбрана             | Образовање           | Здравствени и социјални рад   |
| Мушки  | 0                         | 0                             | 0                                    | 0                    | 0                             |
| Женски | 0                         | 0                             | 0                                    | 2                    | 0                             |
| УКУПНО | 0                         | 0                             | 0                                    | 2                    | 0                             |
| Пол    | Остале услужне активности | Приватна домаћинства          | Екстериторијалне организације и тела | Непознато            | Непознато                     |
| Мушки  | 1                         | 0                             | 0                                    | 0                    | 0                             |
| Женски | 0                         | 0                             | 0                                    | 0                    | 0                             |
| УКУПНО | 1                         | 0                             | 0                                    | 0                    | 0                             |